# Didace Pelletier
Pour les articles homonymes, voir Pelletier (homonymie).
Didace Pelletier, né le 28 juin 1657 à Sainte-Anne-de-Beaupré (Québec) sous le nom de Claude Pelletier et mort le 21 février 1699 aux Trois-Rivières (Québec), est un frère récollet, charpentier et bâtisseur d'églises canadien dont le procès en béatification est ouvert depuis peu après sa mort.

## Biographie
Claude Pelletier est le fils de Georges Pelletier, arrivé en Nouvelle-France en 1652, et de son épouse Catherine Vannier.
Il reçoit sa confirmation en 1666 des mains de Mgr François de Montmorency-Laval, et entre, en 1668, à l’école d’arts et métiers de Saint-Joachim, fondée la même année par l’évêque. Il y fait son apprentissage de charpentier jusqu’à la maîtrise et travaille d’abord à la construction de la deuxième église de Sainte-Anne-de-Beaupré, dont la première pierre fut posée en 1676. 
En 1678, Claude demande à entrer chez les Frères mineurs récollets. Admis comme frère lai en 1679, il prend, en 1680, le nom de frère Didace. De 1682 à 1688, il accompagne le père Joseph Denys dans les diverses missions que les Récollets avaient établies sur l’île Bonaventure, à Plaisance, puis à Ville-Marie et, enfin, à Trois-Rivières, où il meurt le 21 février 1699 d’un refroidissement contracté pendant qu’il travaille à l’église des Récollets. Il est alors inhumé dans la crypte de la chapelle du couvent des Récollets, aux Trois-Rivières.

## Postérité
À la mort du frère Didace, le père Denys est convaincu de sa sainteté et, avec l’aide de Mgr Jean-Baptiste de La Croix de Chevrières de Saint-Vallier, fait ouvrir son procès en béatification. Le père Joseph Denys fait alors le récit de 22 miracles dus à l'intercession du frère Didace. Cependant, le procès ne connaît pas de suite et le frère Didace est complètement oublié jusqu'à la fin du XXe siècle, lors duquel on retrouve une gravure contemporaine intitulée Le Vray Portrait du Très Religieux Frère Didace, mort en odeur de Sainteté le 21 Fév 1699. Dès lors, son procès est relancé. Il est liturgiquement célébré le 21 février.